# Cartoline (romanzo)
Cartoline (Postcards nell'originale inglese) è un romanzo pubblicato da Annie Proulx nel 1992 che offre lo spaccato di quarant'anni di vita (dal secondo dopoguerra agli anni ottanta) in un'America rurale di una famiglia, i Blood, agricoltori nel Vermont.
Nel 1993 il libro ha vinto il Premio PEN/Faulkner per la narrativa.
È stato tradotto in coreano, spagnolo, olandese, polacco, tedesco, francese, oltre che in italiano.

## Trama
Un omicidio involontario fa scattare la molla in Loyal (uno dei figli) per un radicale cambiamento di vita: egli abbandona la casa paterna e si dà all'errabondaggio da una costa all'altra degli States, vivendo alla giornata. Loyal vivrà innumerevoli avventure, tra il fantastico e il tragico, e non farà mai più ritorno a casa.
Durante il periodo del suo vagare, durato quarant'anni, Loyal spedisce, ogni anno, una cartolina alla sua famiglia. Nel frattempo, anche nel Vermont, come dappertutto, l'America è invasa dai cambiamenti: il movimento hippy, le catene di fast food, il rock.
E, sulla stessa scia, anche la famiglia Blood è cambiata.
La storia degli Stati Uniti d'America e le vicende personali dei personaggi, microstoria e macrostoria procedono parallelamente, come se ognuna facesse da sfondo all'altra.

## Edizioni in italiano
- Annie Proulx, Cartoline, traduzione di Delfina Vezzoli, Milano: Baldini & Castoldi, 2002
- Annie Proulx, Cartoline, traduzione di Delfina Vezzoli, Roma: Minimum fax, 2023